# Arquidiócesis de Cashel y Emly
La arquidiócesis de Cashel y Emly (en latín: Archidioecesis Casheliensis o Cassiliensis et Emeliensis, en inglés: Roman Catholic Archdiocese of Cashel and Emly y en irlandés: Ard-Deoise Ard Mhacha) es una circunscripción eclesiástica de la Iglesia católica en Irlanda. Se trata de una arquidiócesis latina de Cashel, sede metropolitana de la provincia eclesiástica de Cashel y Emly, unida aeque principaliter a la diócesis de Emly. Desde el 26 de enero de 2015 el arzobispo de Cashel y obispo de Emly es Kieran O'Reilly, de la Sociedad de las Misiones Africanas.

## Territorio y organización

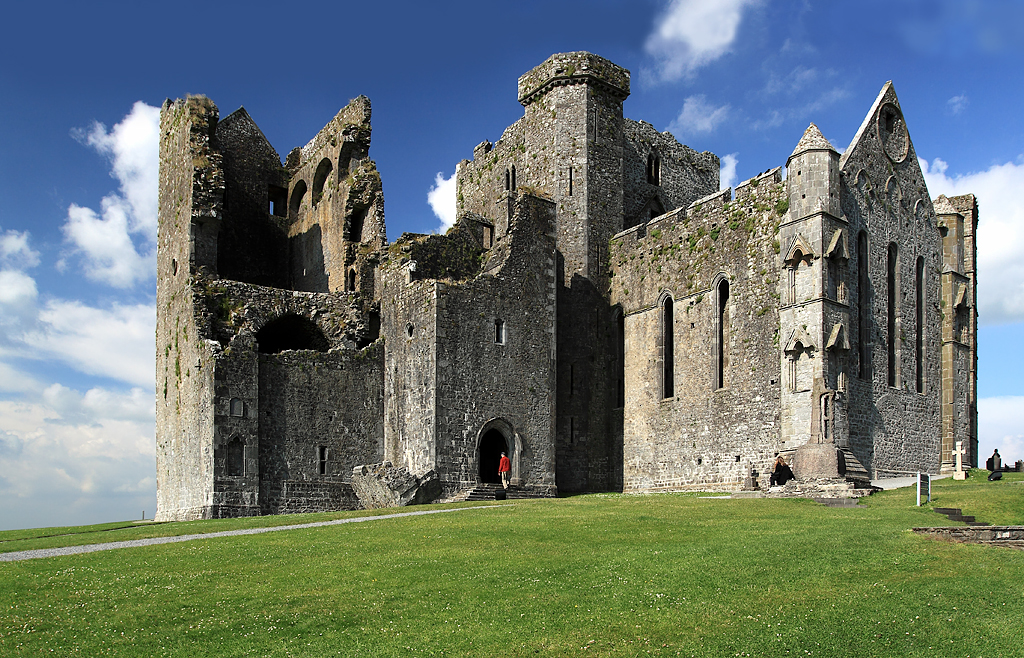
La Roca de Cashel, que conserva en su interior la antigua catedral medieval de la arquidiócesis de Cashel

La arquidiócesis tiene 3082 km² y extiende su jurisdicción sobre los fieles católicos de rito latino residentes en la mayor parte del condado de Tipperary y parte de condado de Limerick.

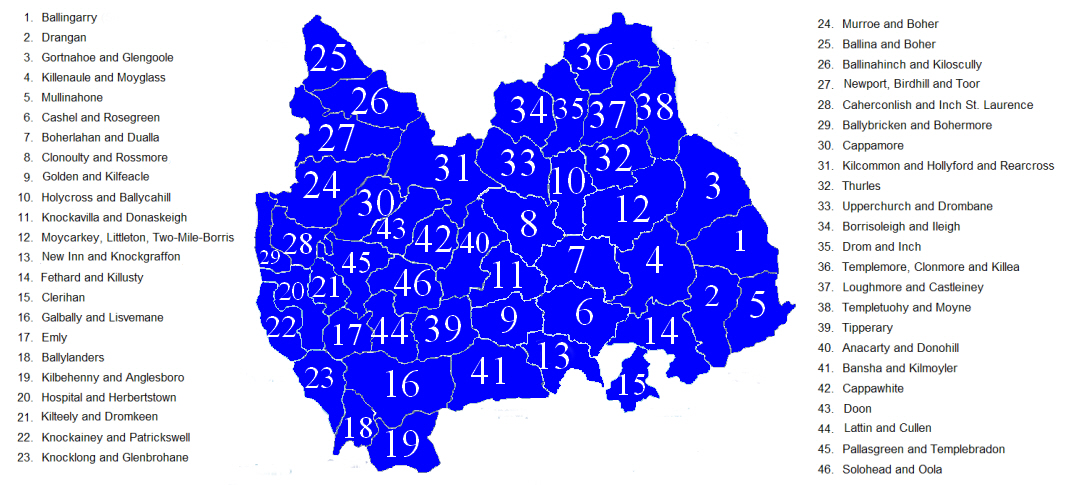
Mapa de las parroquias de la arquidiócesis

La sede de la arquidiócesis se encuentra en la ciudad de Thurles, en donde se halla la Catedral de la Asunción. En Cashel se halla la Roca de Cashel, que sirvió como tradicional asentamiento de los reyes de Munster y en donde se hallan las ruinas de la antigua Catedral de San Patricio construida entre 1235 y 1270, junto con el palacio arzobispal y la Capilla Cormac. Todo fue destruido durante las guerras confederadas de Irlanda por tropas inglesas en 1647, aunque la catedral continuó en uso por la Iglesia de Irlanda hasta 1721. En Emly se hallaba la Catedral de San Albeo, que fue destruida por el fuego en 1192. Tras pasar a la Iglesia de Irlanda en el siglo XVI fue nuevamente incendiada en 1827 y en 1876 completamente abandonada.

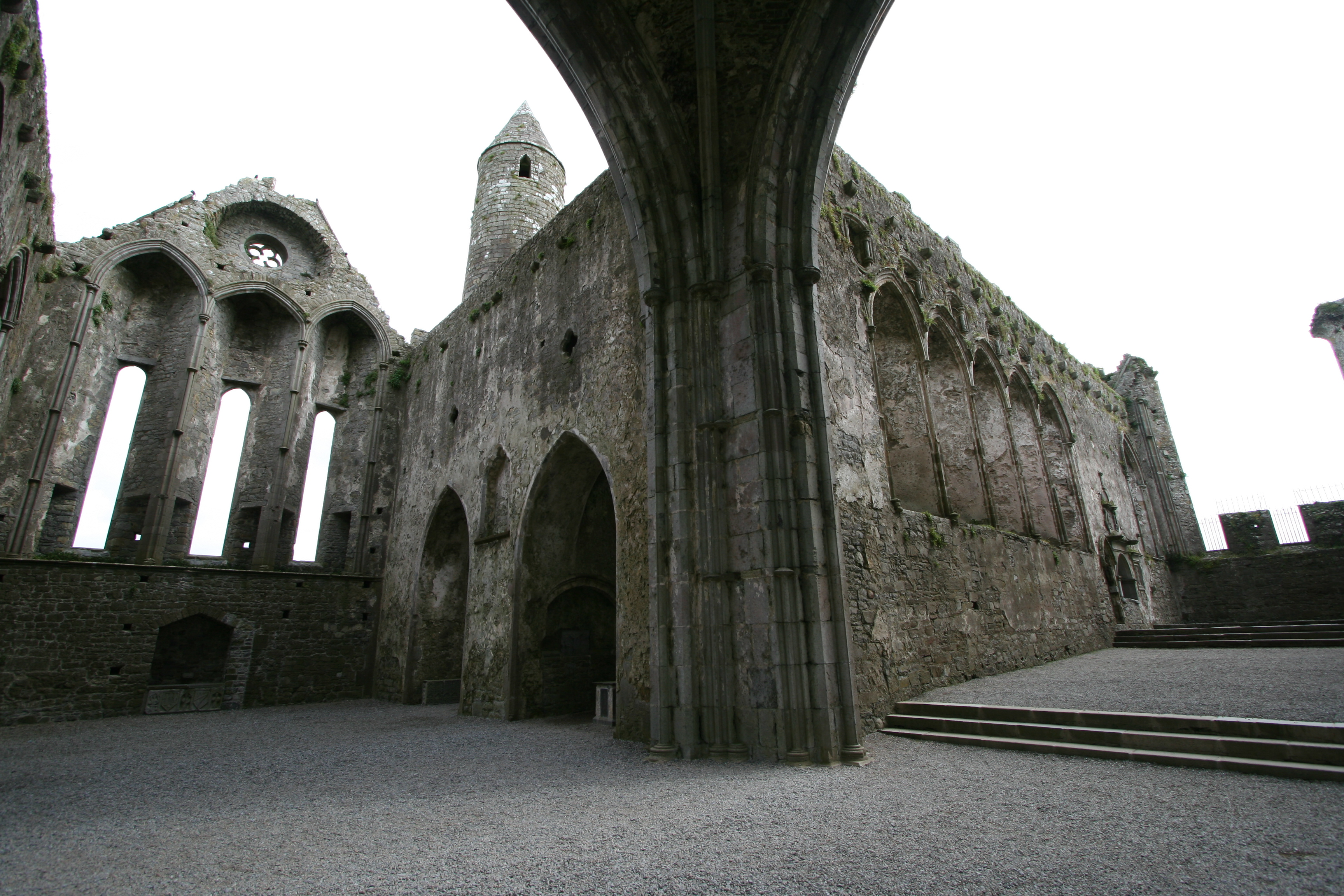
Ruinas de la Catedral de San Patricio, en la Roca de Cashel

La arquidiócesis tiene como sufragáneas a las diócesis de: Cloyne, Cork y Ross, Kerry, Kilfenora, Killaloe, Limerick y Waterford y Lismore.
En 2023 en la arquidiócesis existían 46 parroquias.

## Historia

### Diócesis de Emly
La tradición atribuye el origen de la diócesis de Emly a san Albeo, quien habría fundado el monasterio de Emly y habría sido el protoobispo de la región. Sin embargo, esta tradición se basa en una vida del santo, que se remonta aproximadamente a poco antes del siglo XII, y donde a menudo se confunde la realidad histórica con la leyenda. 
El Sínodo de Ráth Breasail de 1111 demarcó la diócesis de Emly, en beneficio de la cada vez más poderosa sede de Cashel. El Sínodo de Kells en 1152 elevó a Cashel a una sede metropolitana, de la cual Emly se convirtió en una de las sufragáneas.
El último obispo de Emly, Terence Albert O'Brien, murió mártir durante la persecución de los católicos irlandeses. Fue beatificado por el papa Juan Pablo II el 27 de septiembre de 1992.
El 10 de mayo de 1718 la diócesis fue confiada en administración perpetua a los arzobispos de Cashel.

### Arquidiócesis de Cashel
Según Henry Cotton, los orígenes de la diócesis de Cashel están envueltos en la oscuridad. Algunos autores citan obispos de Cashel antes de 1111, año en que, según O'Briain, se estableció la diócesis, presumiblemente sujeta a la sede de Emly, en ese momento una sede metropolitana. De hecho, el Sínodo de Ráth Breasail de 1111 representa el primer testimonio histórico seguro de la existencia de la diócesis de Cashel; en esa ocasión se delimitaron las fronteras entre las diócesis vecinas de Cashel y Emly. Con el Sínodo de Kells en 1152 Cashel fue elevada al rango de arquidiócesis metropolitana y el obispo Donat O'Lonargan recibió el palio del legado papal, el cardenal Giovanni Paparoni.
En 1134 en la Roca de Cashel se consagró la primitiva catedral de la diócesis, llamada Capilla de Cormac. Habiéndose quedado demasiado pequeña, la construcción de un edificio más grande dentro de la misma fortaleza comenzó en 1169 y se completó un siglo después. La Capilla de Cormac se convirtió entonces en la sede del cabildo de la catedral.
En 1172 tuvo lugar un importante sínodo en Cashel, al que asistieron casi todos los prelados irlandeses. Había sido convocado por el rey inglés Enrique II, cuyos fines expansionistas también se habían extendido a Irlanda, para reformar la Iglesia irlandesa. Los decretos de este sínodo, que introdujeron las costumbres y los modales ingleses en Irlanda, fueron rechazados por los obispos del norte de la isla.
Con la Reforma protestante comenzó un período de persecución de los católicos, durante el cual el arzobispo Maurice MacGibbon (1567-1578) se vio obligado a exiliarse en Francia y Portugal, donde murió. Un destino peor corrió el arzobispo Dermot O'Hurley (1581-1584), quien trabajó de manera encubierta en su diócesis. Descubierto, fue torturado y ahorcado. Fue beatificado el 27 de septiembre de 1992 por el papa Juan Pablo II.
Pero no todos los obispos mostraron una fidelidad absoluta a la Iglesia de Roma. Edmund Butler (1524-1551) impulsó, al menos inicialmente, la Reforma protestante y apoyó algunas iniciativas de Enrique VIII de Inglaterra, prestó el juramento de Supremacía en Clonmel a principios de 1539. Su sucesor Roland Fitzgerald (1553-1561) mantuvo una actitud ambigua, pero fue absuelto de las acusaciones de haberse unido al cisma anglicano tras la investigación realizada por el cardenal Reginald Pole, por lo que fue nombrado arzobispo por la reina católica María I de Inglaterra el 14 de octubre de 1553, aunque no fue confirmado por el papa Julio III.
El 2 de octubre de 1567 la reina protestante Isabel I de Inglaterra nombró arzobispo de Cashel a James MacCawell continuando la sucesión anglicana en la Iglesia de Irlanda. En este período turbulento, la sede de Cashel, unida a la de Emly por decisión real en 1569, fue ocupada por obispos de nombramiento real (obispos anglicanos), el más famoso de los cuales fue Miler Magrath, exobispo católico de Down y Connor, quien apostató uniéndose la Iglesia anglicana de Irlanda. Esta unión en la Iglesia de Irlanda duró hasta 1976, momento en el que la diócesis de Cashel se transformó en la diócesis de Cashel y Ossory, mientras que la diócesis de Emly se fusionó para formar la diócesis de Limerick y Killaloe.
En 1647, durante las guerras confederadas de Irlanda, la Roca de Cashel fue saqueada por tropas parlamentarias inglesas al mando de Murrough O'Brien. Las tropas confederadas irlandesas que se encontraban allí fueron masacradas, al igual que el clero católico.
El arzobispo James Butler II (1774-1791) hizo su residencia en Thurles. Su sucesor Thomas Bray (1792-1820) inició la construcción de una iglesia, que fue la primera catedral de la arquidiócesis en Thurles. En su sitio, se construyó una catedral nueva y más grande durante el siglo XIX y fue consagrada en 1879 por el arzobispo Thomas William Croke.

### Arquidiócesis de Cashel y Emly
El 26 de enero de 2015 el papa Francisco dispuso la unión aeque principaliter de la arquidiócesis de Cashel y de la diócesis de Emly mediante la bula Quo flagranti.

## Estadísticas
Según el Anuario Pontificio 2024 la arquidiócesis tenía a fines de 2023 un total de 78 878 fieles bautizados.
| Año                                                                             | Población            | Población | Población      | Sacerdotes | Sacerdotes    | Sacerdotes    | Bautizados por sacerdote | Diáconos permanentes | Religiosos | Religiosos | Parroquias |
| Año                                                                             | Bautizados católicos | Total     | % de católicos | Total      | Clero secular | Clero regular | Bautizados por sacerdote | Diáconos permanentes | Varones    | Mujeres    | Parroquias |
| ------------------------------------------------------------------------------- | -------------------- | --------- | -------------- | ---------- | ------------- | ------------- | ------------------------ | -------------------- | ---------- | ---------- | ---------- |
| 1950                                                                            | 95 921               | 97 096    | 98.8           | 173        | 118           | 55            | 554                      |                      | 158        | 459        | 46         |
| 1959                                                                            | 95 921               | 97 096    | 98.8           | 186        | 118           | 68            | 515                      |                      | 184        | 468        | 46         |
| 1970                                                                            | 80 892               | 81 619    | 99.1           | 190        | 123           | 67            | 425                      |                      | 229        | 450        | 46         |
| 1980                                                                            | 82 337               | 83 054    | 99.1           | 190        | 127           | 63            | 433                      |                      | 136        | 396        | 46         |
| 1990                                                                            | 80 262               | 81 101    | 99.0           | 187        | 133           | 54            | 429                      |                      | 108        | 314        | 46         |
| 1999                                                                            | 78 244               | 79 627    | 98.3           | 176        | 122           | 54            | 444                      |                      | 86         | 204        | 46         |
| 2000                                                                            | 78 029               | 79 214    | 98.5           | 167        | 118           | 49            | 467                      |                      | 70         | 211        | 46         |
| 2001                                                                            | 78 108               | 80 698    | 96.8           | 167        | 114           | 53            | 467                      |                      | 120        | 206        | 46         |
| 2002                                                                            | 78 308               | 80 901    | 96.8           | 161        | 107           | 54            | 486                      |                      | 106        | 185        | 46         |
| 2003                                                                            | 78 536               | 80 892    | 97.1           | 151        | 105           | 46            | 520                      |                      | 78         | 175        | 46         |
| 2004                                                                            | 78 442               | 79 807    | 98.3           | 145        | 100           | 45            | 540                      |                      | 73         | 98         | 46         |
| 2006                                                                            | 79 921               | 80 711    | 99.0           | 159        | 99            | 60            | 502                      |                      | 92         | 156        | 46         |
| 2013                                                                            | 82 118               | 83 710    | 98.1           | 139        | 86            | 53            | 590                      |                      | 69         | 127        | 46         |
| 2015                                                                            | 80 753               | 83 358    | 96.9           | 122        | 84            | 38            | 661                      |                      | 75         | 116        | 46         |
| 2016                                                                            | 80 760               | 83 120    | 97.2           | 138        | 82            | 56            | 585                      |                      | 67         | 114        | 46         |
| 2019                                                                            | 79 505               | 81 981    | 97.0           | 125        | 77            | 48            | 636                      |                      | 63         | 92         | 46         |
| 2021                                                                            | 79 026               | 80 902    | 97.7           | 124        | 74            | 50            | 637                      |                      | 62         | 80         | 46         |
| 2023                                                                            | 78 878               | 81 720    | 96.5           | 111        | 69            | 42            | 710                      |                      | 53         | 74         | 46         |
| Fuente: Catholic-Hierarchy, que a su vez toma los datos del Anuario Pontificio. |                      |           |                |            |               |               |                          |                      |            |            |            |

## Episcopologio

### Arzobispos de Cashel
- Cormac MacCulinan † (antes de 901-907 o 908 falleció)
- Donald O'Hene † (antes de 1096-1 de diciembre de 1098 falleció)
- Miler O'Dunan † (?-24 de diciembre de 1118 falleció)
- Malisa O'Foglada † (?-1131 falleció)
- Donat O'Conang † (?-1137 falleció)
- Donat O'Lonargan I † (antes de 1152-1158 falleció)
- Donald O'Hullucan † (1158-1182 falleció)
- Maurice † (1182-1191 falleció)
- Matthew O'Heney, O.Cist. † (1192-1206 falleció)
- Donat O'Lonargan II, O.Cist. † (1206-1223 renunció)
- Marian O'Brien † (20 de junio de 1224-? falleció)
- David MacKelly, O.P. † (1238-2 de marzo de 1253 falleció)
- David MacCarwell † (7 o 17 de agosto de 1254-1289 falleció)
- Stephen O'Brogan † (21 de agosto de 1290-agosto de 1302 falleció)
- Maurice MacCarwell † (17 de noviembre de 1303-25 de marzo de 1316 falleció)
- William Fitzjohn † (26 de marzo de 1317-20 de septiembre de 1326 falleció)
- John O'Carroll † (19 de enero de 1327-agosto de 1329 falleció)
- Walter le Rede † (20 de octubre de 1329-febrero de 1331 falleció)
- John O'Grada † (27 de marzo de 1331-8 de julio de 1345 falleció)
- Ralph Kelly, O.Carm. † (9 de enero de 1346-20 de noviembre de 1361 falleció)
- George Roche † (17 de junio de 1362-1362 falleció)
- Thomas O'Carroll † (28 de febrero de 1364-8 de febrero de 1373 falleció)
- Philip de Torrington, O.F.M. † (5 de septiembre de 1373-1380 falleció)
- Peter Haguet † (circa 1380-1406 falleció)
  - Michael, O.F.M. † (22 de octubre de 1382-15 de julio de 1387 nombrado obispo de Sodor o de las Islas) (antiobispo)
- Richard O'Hedian † (11 de marzo de 1407-21 de julio de 1440 falleció)
- John Cantwell † (21 de noviembre de 1440-? falleció)
- John † (10 de mayo de 1452-1482 falleció)
- David Crewagh † (10 de mayo de 1484-5 de septiembre de 1503 falleció)
- Maurice Fitzgerald † (1504-1523 falleció)
- Edmund Butler, O.SS.T. † (21 de octubre de 1524-principios de 1539 firmó el Acta de Supremacía y se convirtió en cismático anglicano)
  - Edmund Butler, O.SS.T. † (principios de 1539-5 de marzo de 1551 falleció) (obispo cismático anglicano)
  - Roland Fitzgerald † (14 de octubre de 1553 nombrado por la reina María I-28 de octubre de 1561 falleció) (no fue confirmado por el papa)
  - Sede vacante (1561-1567)
- Maurice MacGibbon, O.Cist. † (4 de junio de 1567-1578 falleció)
- Beato Dermot O'Hurley, O.F.M. † (septiembre de 1581-6 de mayo de 1584 falleció)
- Thurlough O'Neil † (1584-?)
- Moriath O'Brien † (?-1585 falleció)
- David Kearney † (21 de mayo de 1603-14 de agosto de 1624 falleció)
- Thomas Walsh † (27 de abril de 1626-5 de mayo de 1654 falleció)
- William Burgat † (8 de marzo de 1669-1674 falleció)
- John Brenan † (8 de marzo de 1677-1693 falleció)
- Edward Comerford † (14 de noviembre de 1695-21 de febrero de 1710 falleció)
- Christopher Butler † (20 de agosto de 1711-4 de septiembre de 1757 falleció)
- James Butler I † (4 de septiembre de 1757 por sucesión-17 de mayo de 1774 renunció)
- James Butler II † (17 de mayo de 1774 por sucesión-29 de julio de 1791 falleció)
- Gerard Teaghan † (13 de enero de 1792-1792 renunció)
- Thomas Bray † (20 de julio de 1792-15 de diciembre de 1820 falleció)
- Patrick Everard † (15 de diciembre de 1820 por sucesión-31 de marzo de 1821 falleció)
- Robert Laffan † (18 de marzo de 1823-1833 falleció)
- Michael Slattery † (22 de diciembre de 1833-4 de febrero de 1857 falleció)
- Patrick Leahy † (27 de abril de 1857-26 de enero de 1875 falleció)
- Thomas William Croke † (23 de junio de 1875-22 de julio de 1902 falleció)
- Thomas Fennelly † (23 de julio de 1902 por sucesión-1913 falleció)
- John Mary Harty † (2 de diciembre de 1913-1 de septiembre de 1946 falleció)
- Jeremiah Kinane † (11 de septiembre de 1946 por sucesión-18 de febrero de 1959 falleció)
- Thomas Morris † (21 de diciembre de 1959-12 de septiembre de 1988 renunció)
- Dermot Clifford (12 de septiembre de 1988-22 de noviembre de 2014 retirado)
- Kieran O'Reilly, S.M.A. (22 de noviembre de 2014-26 de enero de 2015 nombrado arzobispo de Cashel y Emly)

### Arzobispos de Cashel y Emly

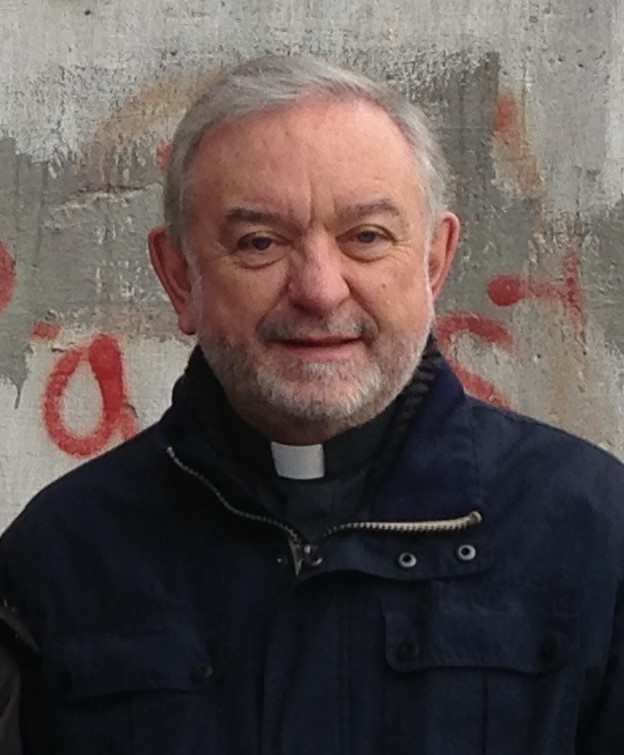
Kieran O'Reilly, arzobispo de Cashel y Emly desde 2015

- Kieran O'Reilly, S.M.A., desde el 26 de enero de 2015